# Świdniki (Ukraina)
Świdniki (ukr. Свидники) – wieś na Ukrainie w rejonie kowelskim obwodu wołyńskiego.
Znajduje tu się przystanek kolejowy Stochód, położony na linii Zdołbunów – Kowel.
29 marca 1919 w walkach pod Świdnikami poległ ppor. Józef Zaleski, pośmiertnie odznaczony Orderem Virtuti Militari.